# Arroio de Santos
O arroio de Santos (em castelhano:  arroyo de Santos) é um curso de água uruguaio que banha o departamento de Cerro Largo.
Seu comprimento e de 58 km.
Sua nascente e a coxilha de Cerro Largo, sua foz é o rio Tacuarí.